# 海南省监察委员会
海南省监察委员会，简称海南省监委，是中华人民共和国海南省的省级地方国家监察机关，与中国共产党海南省纪律检查委员会合署办公。

## 历史沿革
2018年2月1日上午，海南省监察委员会正式挂牌成立。

## 机构设置
- 办公厅
- 组织部
- 宣传部
- 调研法规室
- 党风政风监督室
- 信访室
- 案件监督管理室
- 第一至第七监督检查室
- 第八至第十三审查调查室
- 案件审理室
- 纪检监察干部监督室（审计处）
- 机关党委
- 老干部工作处
- 保密办公室

## 历任领导
第六届人大
- 任期：2018年1月31日－
- 主任：蓝佛安（2018年1月31日[3]－2021年6月1日） → 陈国猛（2021年6月1日[4]－）
- 副主任：刘登山（－2021年3月23日）、宋健、陈笑波、贺敬平（2022年5月31日－）
- 委员：郭钊（－2019年11月29日）、符鸣（－2019年11月29日）、贺敬平（－2019年11月29日）、陈集文（－2020年12月2日）、王东（－2021年3月23日）、杨剑华（2021年3月23日－2022年3月25日）、周建成（2021年3月23日－）、熊辉（2021年12月1日－）